# 皮爾索爾嶺
77°52′S 163°6′E / 77.867°S 163.100°E
皮爾索爾嶺（英語：Pearsall Ridge）是南極洲的山嶺，位於維多利亞地的斯科特海岸，屬於皇家學會嶺的一部分，以美國地質調查局的製圖師命名，現時由南極條約體系管理。